# Liste der Bodendenkmäler in Neukirchen-Vluyn
Die Liste der Bodendenkmäler in Neukirchen-Vluyn enthält die unter Denkmalschutz stehenden, im Boden verborgenen Zeugnisse der Kulturgeschichte auf dem Gebiet der Stadt Neukirchen-Vluyn im Kreis Wesel in Nordrhein-Westfalen (Stand: 12. Mai 2020). Diese Bodendenkmäler sind in der Denkmalliste der Stadt Neukirchen-Vluyn eingetragen; Grundlage für die Aufnahme ist das Denkmalschutzgesetz Nordrhein-Westfalen (DSchG NRW).

## Liste der Bodendenkmäler in Neukirchen-Vluyn
| Bild | Bezeichnung                    | Lage                                         | Beschreibung | Bauzeit | Eingetragen seit   | Denkmal- nummer |
| ---- | ------------------------------ | -------------------------------------------- | ------------ | ------- | ------------------ | --------------- |
| BW   | Spyker Heckrathshof            | Neukirchen Heckrathstraße 53 Karte           |              |         | 16. September 1981 | 1               |
| BW   | Kirche und Kirchhof Neukirchen | Neukirchen Hochstraße 13 / Bruchstraße Karte |              |         | 29. August 2016    | 2 WES 204       |